# Techland
Techland – przedsiębiorstwo działające w Polsce zajmujące się produkcją i wydawaniem gier komputerowych. Spółka posiada biura we Wrocławiu, Warszawie i Ostrowie Wielkopolskim.

## Historia
Została założona w 1991 roku przez Pawła Marchewkę. Początkowo firma wydawała oprogramowanie w domenie publicznej, potem skupiła się na tłumaczeniu zagranicznych programów i wydawaniu ich na polskim rynku. W 1993 roku Techland rozpoczął produkcję własnego oprogramowania: słowników, translatorów, a także gier komputerowych. W latach 2008–2011 prowadził serwis poświęcony recenzjom gier komputerowych o nazwie bazaRecenzji.pl. W sierpniu 2013 roku przedsiębiorstwo uruchomiło oddział w Vancouver, w Kanadzie, działający pod nazwą Digital Scapes Studios. W 2022 roku przedsiębiorstwo zdecydowało się przeznaczyć milion zł na wsparcie poszkodowanych w wyniku inwazji Rosji na Ukrainę. W lipcu 2023 r. właścicielem większościowego pakietu akcji firmy został Tencent.

## Produkcja gier
Przy tworzeniu gier przedsiębiorstwo korzysta z autorskiego silnika C-Engine. Największy sukces spośród stworzonych przez Techland gier osiągnęły serie Dead Island (do grudnia 2013 roku 7,5 mln sprzedanych kopii), Dying Light (18 mln kopii) oraz Call of Juarez (3 mln kopii).

## Gry wyprodukowane lub wydane przez Techland
- Prawo krwi (1995)
- Kraina Gnoma Belfegora (1998)[11]
- Exterminacja (1999)[12]
- Crime Cities (2000)
- Speedway Championships (2001)
- Pet Racer (2001)
- Pet Soccer (2001)
- FIM Speedway Grand Prix (2002)
- Chrome (2003)
- Xpand Rally (2004)
- Chrome: SpecForce (2005)
- GTI Racing (2006)
- Crazy Soccer Mundial (2006)
- FIM Speedway Grand Prix 2 (2006)
- Call of Juarez (2006)
- Xpand Rally Xtreme (2006)
- FIM Speedway Grand Prix 3 (2008)
- Nikita: Tajemnica skarbu piratów (2008)
- Nikita: Piracki wyścig (2009)
- Speedway liga (2009)
- Call of Juarez: Więzy krwi (2009)
- Nail’d (2010)
- FIM Speedway Grand Prix 4 (2011)
- Dead Island (2011)
  - Dead Island: Ryder White DLC (2011)
  - Dead Island: Bloodbath Arena DLC (2011)
- Call of Juarez: The Cartel (2011)
- Mad Riders (2012)
- Dead Island Riptide (2013)
- Call of Juarez: Gunslinger (2013)
- Dying Light (2015)
  - Ultimate Survivor Bundle DLC (2015)
  - The Bozak Horde DLC (2015)
  - The Following DLC (2016)
- Pure Farming 2018 (2018)
- Dying Light: Bad Blood (2018 – wczesny dostęp)[13]
- Dying Light 2 (2022)
  - Bloody Ties DLC (2022)
- Dying Light The Beast (2025 – zapowiedziana)

## Gry niewyprodukowane
- Warhound (produkcja zawieszona)
- Chrome 2 (produkcja zawieszona)
- Day of the Mutants (produkcja zawieszona)
- Hellraid (produkcja zawieszona)[14]

## Pozostałe gry wydane przez Techland
- Alert X (1994)[15]
- Tales (1994)[15]
- Prawo krwi (1995)[15]
- TrackMania (2004)
- Tension (2008)
- Summer Athletics The Ultimate Challenge (2008)
- 9 kompania (2008)
- eXperience112 (2008)
- Legend: Hand of God (2008)
- Drakensang: The Dark Eye (2008)
- Hotel Giant 2 (2009)
- Windchaser (2009)
- Symulator Autobusu (2009)
- Symulator Farmy (2009)
- Runes of Magic (2010)
- Age of Wonders III[16] (2014)
- Shadow Warrior 2 (2016)
- F1 2016 (2016)
- Pro Evolution Soccer 2017 (2016)
- F1 2017 (2017)
- Pro Evolution Soccer 2018 (2017)
- F1 2018 (2018)
- Metro Exodus (2019)
- DiRT Rally 2.0 (2019)

## BoxOff Store
Techland jest właścicielem platformy cyfrowej dystrybucji BoxOff Store. Sklep uruchomiono 2 października 2013 roku. W jego ofercie znajdują się produkcje własne oraz dystrybuowane przez Techland. 9 czerwca 2014 roku Techland, w kooperacji z firmą Oxycom, uruchomił internetową usługę streamingu gier komputerowych BoxOff Play. Usługa umożliwia abonamentowy dostęp do gier uruchamianych w chmurze.